# Ungaliophis
Ungaliophis – rodzaj węży z podrodziny Ungaliophiinae w rodzinie dusicielowatych (Boidae).

## Zasięg występowania
Rodzaj obejmuje gatunki występujące w Meksyku, Gwatemali, Hondurasie, Nikaragui, Kostaryce, Panamie i Kolumbii. 

## Systematyka

### Etymologia
- Peropodum : gr. πηρος pēros „ułomny, kaleki”[6]; πους pous, ποδος podos „stopa”[7]. Gatunek typowy: Peropodum guatemalensis Bocourt, 1882 (= Ungaliophis continentalis Müller, 1880).
- Ungaliophis: zbitka wyrazowa nazw rodzajów: Ungalia J.E. Gray, 1842 oraz Liophis Wagler, 1830[2].

### Podział systematyczny
Do rodzaju należą następujące gatunki:
- Ungaliophis continentalis – boaszek gwatemalski[8]
- Ungaliophis panamensis